# Charenton-du-Cher
Charenton-du-Cher là một xã thuộc tỉnh Cher trong vùng Centre-Val de Loire miền trung Pháp.

## Dân số
| 1962                                | 1968 | 1975 | 1982 | 1990 | 1999 | 2006 |
| ----------------------------------- | ---- | ---- | ---- | ---- | ---- | ---- |
| 1362                                | 1372 | 1371 | 1292 | 1154 | 1096 | 1114 |
| Từ năm 1962 Dân số không tính trùng |      |      |      |      |      |      |